# 唐文宗
唐文宗李昂（809年11月20日—840年2月10日），原名涵，唐穆宗第二子，母侍女萧氏。唐敬宗之弟，唐武宗之兄。他是唐朝第17任皇帝（除去武则天以外），827年－840年在位，在位13年，享年30岁。

## 生平
元和四年十月十日生，以其日為慶成節。長慶元年，封為江王。宝历二年（826年），唐敬宗荒淫無道，虐待宦官劉克明等人，劉克明於是刺殺敬宗，立絳王李悟為帝。宰相裴度、執金吾梁守謙、樞密使王守澄（宦官）等率神策軍攻入朝廷，殺李悟，改立江王李涵，李涵改名为李昂，是為唐文宗。
文宗在位期间勵精圖治，資遣宫女三千人，罷免官员一千二百餘人。朝臣朋党相互倾轧，官员调动频繁，牛李党争达到高潮。
太和五年（831年），唐文宗与宰相宋申锡暗中密谋除掉宦官，但是被宦官王守澄及其门客探听出来，王守澄与手下郑注合谋，诬告宋申锡谋立漳王李凑。唐文宗中计，宋申锡被赐死。后来唐文宗又任用李训、郑注等人，意欲铲除宦官。李训、郑注是宦官所推荐的人，故宦官对他们缺乏警惕。文宗提拔了与王守澄不合的宦官仇士良，分王守澄之权，将其架空。太和九年（835年），文宗终于杀死王守澄。
王守澄死后仅一个月，李训引诱仇士良等宦官往左金吾卫衙中取石榴树上的“甘露”，企图将其一举消灭，但事情败露，导致仇士良等宦官大肆屠杀四宰相为首的朝臣一千餘人，史称“甘露之变”，被任为凤翔节度使为外援的郑注也被杀。事后，文宗更被宦官钳制，對當值學士周墀慨叹自己受制于家奴，境遇不如周赧王、汉献帝，不禁淒然淚下。周墀聽了也伏地流涕。
唐文宗时期，藩镇叛乱依旧频繁。
开成五年（840年）文宗抑郁成病，正月初四病死在大明宮中的太和殿，葬於章陵，死后谥号为元圣昭献孝皇帝。
太子李永死后，杨贤妃和宰相杨嗣复提名安王李溶为皇太弟，文宗则听宰相李珏建议立敬宗幼子陈王李成美为太子，但未行册礼就病重了，临终时托孤于杨嗣复、李珏，但当权宦官仇士良、鱼弘志因太子不是自己力主所立，不顾李珏反对，矫诏仍废太子为陈王，改立安王弟颍王李瀍为皇太弟，文宗死后，二人说服李瀍赐死李成美、李溶、杨贤妃。李瀍继位，就是唐武宗。

## 軼事
唐文宗为庄恪太子李永选妃时，朝廷大臣的女儿们都进入了挑选名单之中，朝廷内外因此动荡不安。唐文宗得知后对宰相郑覃说：“我希望为太子求娶你们荥阳郑氏有礼数的女子为妻，講出來時你們卻像鄉巴佬一樣驚嚇得齁齁喘氣！我听说在外的大臣们都不愿与我做亲戚，这是為甚麼呢？我家也是幾百年的世家大族，怎麼把神堯皇帝的後人當作不近女色的佛家羅漢呢？”唐文宗于是放弃了选太子妃的计划。不久郑覃把孙女嫁给了一位九品卫佐崔皋，唐文宗说：“民间缔结婚姻，不计较官品却崇尚门第。我家已做了二百年的天子，还比不上崔氏和卢氏吗？”
《新唐书·仇士良传》称甘露之变后，仇士良、鱼弘志召翰林学士崔慎由到秘殿，诈称太皇太后有命廢立，另立新君，命他草诏。崔慎由惊呼此事会让自己灭族，宁死不从。仇士良等默然，久后带崔慎由去小殿见文宗，历数文宗过失，文宗俯首。仇士良指着文宗说：“如果不是学士，你就不能坐在这里了。”送崔慎由出去，要他保密，不然祸及宗族。崔慎由将此事记下来，临死交给儿子崔胤，所以崔胤厌恶宦官。但北宋司马光《资治通鉴考异》指出这段材料出自皮光业《见闻录》，崔慎由大中初年才入朝为官乃至担任翰林学士，开成年间并未入朝，故不可信。

## 家庭

### 后妃
文宗沒有冊立皇后
- 王淑妃[來源請求]
- 王德妃
- 楊賢妃
- 刘贤妃[來源請求]
- 郭氏，郭旼女，郭子仪侄孙女，太皇太后郭氏族姐妹，因柳公权的建议，被唐文宗遣返回家[8]
- 郭氏，同上

### 子女

#### 子
1. 魯王→皇太子→莊恪太子李永，王德妃所生。
2. 蒋王李宗俭，在李永死前就已夭折了。

粗體字為死後追贈

#### 女
唐文宗有4位女儿。
1. 兴唐公主
2. 西平公主
3. 郎宁公主（第四女，薨于咸通年间）
4. 光化公主（薨于广明年间）

另《旧五代史·王镕传》称文宗女寿安公主下嫁成德节度使王元逵。其实寿安公主为绛王李悟女，文宗堂妹。

## 影視作品

### 電視劇
| 首播年份 | 劇名     | 演员   | 首播 | 備註 |
| -------- | -------- | ------ | ---- | ---- |
| 1997年   | 玉人箫   | 刘炼   |      |      |
| 2016年   | 柜中美人 | 周渝民 |      |      |